# Fosfátový pufr
Fosfátový pufr je jedním z nejpoužívanějších pufrových roztoků používaných v biologii, biochemii a medicíně. Používá se k stabilizaci pH v neutrální a lehce zásadité oblasti (zhruba pH 6-8,5). Někdy se jako fosfátový pufr označuje i PBS (Phosphate Buffered Saline), což je fosfátový roztok s 0,15 M NaCl a v podstatě se jedná o pufrovaný fyziologický roztok. Podstatou nárazníkové funkce fosfátového pufru je kyselina fosforečná a fosforečnanové soli. K přípravě fosfátového pufru se používá NaH2PO4 × 12 H2O, KH2PO4 (nebo Na2HPO4 × 2 H2O) a destilovaná H2O.